# Богоявленский, Константин Сергеевич
Богоявленский, Константин Сергеевич (5 апреля 1899, Москва, Российская империя — 26 мая 1967, Рига, Латвийская ССР) — советский учёный, доктор биологических наук, профессор, создатель латвийской школы цитологии.

## Биография
Константин Сергеевич Богоявленский родился в Москве в семье видного русского и советского исследователя древностей Сергея Константиновича Богоявленского и его супруги Марии Михайловны, профессиональной пианистки .  
Юноша окончил отделение естественных наук физико-математического факультета Московского государственного университета в 1923 году. Как ученик основоположника биотерапии злокачественных опухолей Г. И. Роскина, после окончания университета занялся научной работой в гистологической лаборатории Исследовательского института зоологии МГУ.
В 1923—1930 годах работал в университете ассистентом, в 1930 году получил звание доцента, читал на Биологическом факультете МГУ спецкурс микротехники и гистологии и параллельно занимался изучением эволюционной морфологии и адаптивной эволюции. Исследуя клетки крови, учёный выявил схожие группы клеток и их развитие в онтогенезе у насекомых различных отрядов, а также механизмы кроветворения на ранних эволюционных этапах. За научные публикации 1925—1932 годов ему была присвоена степень кандидата биологических наук без защиты диссертации.
В 1935 году возглавил вновь созданную кафедру гистологии Курского медицинского института (КМИ) и избран на должность профессора. 
В 1940 году Богоявленский защитил докторскую диссертацию «Изменение клеток крови насекомых в условиях эксплантации», а его ученица М. Н. Ринчино — кандидатскую диссертацию «Морфогенез гигантских многоядерных клеток и их судьба в эксперименте».
Во время Великой Отечественной войны К. С. Богоявленский и М. Н. Ринчино вместе с коллективом Курского медицинского института были эвакуированы в Алма-Ату. По возвращении из эвакуации Константин Сергеевич остался в Москве и работал на кафедре анатомии и гистологии в Зоотехническом институте коневодства (1943—1947).
В 1947 году бывший ректор КМИ, латыш Янис Буне предложил Богоявленскому кафедру гистологии медицинского факультета Латвийского государственного университета. По воспоминаниям профессора и ученицы Константина Богоявленского Айны Далмане, «после войны Латвийский университет остался без кадров, учебный процесс по гистологии был разрушен. Его восстановил приглашённый из Москвы профессор Богоявленский, который в 1947 году прошёл по конкурсу на должность заведующего кафедрой гистологии».
Профессор создал латвийскую школу цитологии: уже в 1959 году все преподаватели кафедры защитили кандидатские диссертации.  4 кандидатских и 2 докторские диссертации были защищены под непосредственным руководством Константина Сергеевича, в том числе  работа выдающегося учёного, будущего академика Яниса Эренпрейса. Ученицей Богоявленского стала и аспирантка Эренпрейса, а затем его супруга, академик Екатерина Эренпрейса.
Для научной школы К.С. Богоявленского было характерно сочетание строгого научного подхода и творческий подход, восхищение гармонией, заключённой в строении клетки. Профессор был учёным и художником в одном лице, и эти качества в полной мере характерны и для его учеников и последователей его научной школы.
Константин Сергеевич Богоявленский скончался в Риге 26 мая 1967 года, похоронен на Рижском Лесном кладбище.

## Вклад в науку
В рижский период работы К. С. Богоявленский активно сотрудничал с основоположником вирусогенетической концепции канцерогенеза профессором Л.А. Зильбером, однако он сам и его ученик Я. Г. Эренпрейс придерживались теории канцерогенеза Конгейма, который считал причиной рака эмбриональные клетки, оставшиеся не использованными в онтогенезе как «дремлющие зачатки». Под влиянием травмы, воспалений или других причин они могут начать расти, образуя опухоль.
Сущность злокачественности К. С. Богоявленский и его ученик Я. О. Эренпрейс понимали так: «В опухолевой клетке ничего не «сломано», но главное, что в ней не закончился процесс дифференциации, свойственный для клеток этой ткани. Или в раковых клетках подавлена способность к полной дифференциации в пределах гистогенетической особенности этой ткани». Ответ на этот вопрос, о неспособности клеток опухолей полностью дифференцироваться, они считали ключом к пониманию природы рака.

## Семья
Деды Константина Сергеевича — московский протоиерей К. И. Богоявленский и ректор Московской Духовной академии Сергей Константинович Смирнов.
Отец —  профессор-историк С. К. Богоявленский.
Первая жена — Вера Сергеевна Шестакова (1903—1928), дочь главного инженера Москвы С. С. Шестакова.
Сын Юрий Константинович Богоявленский (1925—1999), профессор, заведующий кафедрой биологии Первого Московского медицинского института им. И. М. Сеченова, паразитолог, биолог, генетик.
Вторая жена Наталья Борисовна Александровская была биохимиком, преподавала в Рижском медицинском институте и профессионально играла на фортепиано; Константин Сергеевич играл на скрипке. Музыке учился и его младший сын Вадим.